# Presley O’Bannon
Presley Neville O’Bannon (ur. 1776, zm. 12 września 1850) – oficer United States Marine Corps, który wyróżnił się szczególnie podczas I wojny berberyjskiej. Za męstwo i udział w próbie osadzeniu na tronie Trypolisu Hameta Karamanliego nagrodzony został szablą, która w roku 1825 posłużyła za wzór szabli będącej do dziś elementem paradnego munduru oficerów Korpusu.

## Życiorys
Urodzony w hrabstwie Fauquier w stanie Wirginia, Presley O’Bannon wstąpił do Korpusu Marines 18 stycznia 1801 roku. Znany był ze służbistości, pragnienia sławy, podatności na kobiece wdzięki i gry na skrzypcach.
Jako podporucznik został wcielony do załogi USS „Argus” Dowodził oddziałem (złożonym z dwóch kadetów i siedmiu marines) wchodzącym w skład grupy operacyjnej Williama Eatona podczas wojny z Trypolisem. W kombinowanej operacji lądowo-morskiej dowodził 27 kwietnia 1805 roku zakończonym niewykorzystanym zwycięstwem atakiem na miasto Darna, pierwszej zamorskiej bitwie Korpusu, upamiętnionej w drugim wersie pierwszej zwrotki hymnu marines: „...to the shores of Tripoli”. Niektóre źródła podają, że Presley O’Bannon – jako pierwszy – wzniósł amerykański sztandar na zamorskim, obcym terytorium. W rzeczywistości pierwszym był jego dowódca, William Eaton, który uczynił to kilka miesięcy wcześniej, żeglując Nilem z Aleksandrii do Kairu.
Zgodnie z tradycją, Hamet Karamanli, skazany na banicję starszy brat beja Trypolisu pod wrażeniem bohaterstwa O’Bannona (a w rzeczywistości w podzięce za nieudaną próbę osadzenia na tronie) podarował mu swoją własną mamelucką szablę. Po powrocie O’Bannona do Stanów Zjednoczonych legislatura stanu Wirginia wręczyła mu szablę z rękojeścią w kształcie głowy orła i wygiętą głownią, wzorowaną na tej którą podarował mu Hamet. Na głowni wygrawerowano jego nazwisko i datę bitwy.
O’Bannon wystąpił z Korpusu w stopniu majora 6 marca 1807 roku. Osiadł w miejscowości Russellville w hrabstwie Logan w stanie Kentucky. W latach 1812, 1817 i 1820–21 zasiadał w legislaturze stanowej, a od roku 1824 do 1826 w senacie tegoż stanu.
Presley O’Bannon zmarł w Russellville w roku 1850, w wieku 74 lat. W 1919 roku jego prochy zostały przeniesione na cmentarz w stolicy stanu, Frankfort.

## Mamelucka szabla

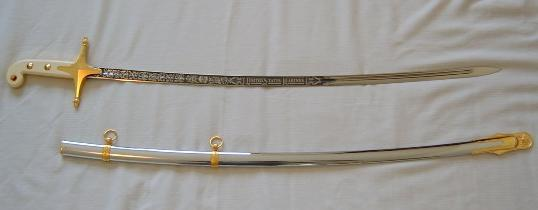
„Mamelucka” szabla USMC

Ze względu na zasługi O’Bannona dla United States Marine Corps, zwłaszcza w czasie kampanii trypolitańskiej, komendant Korpusu, Archibald Henderson wydał w roku 1825 polecenie, by z chwilą mianowania każdy oficer USMC otrzymywał mamelucką szablę. Od chwili wprowadzenia w roku 1826 mamelucka szabla była w użyciu z wyjątkiem lat 1859–1875, kiedy to – zgodnie z obowiązującym wówczas regulaminem – oficerowie Korpusu mieli nosić szable piechoty wzoru M1850. Dzisiaj mamelucka szabla jest nieodłączną częścią munduru paradnego oficerów USMC.

## Upamiętnienie
Trzy okręty United States Navy zostały nazwane jego imieniem:
- Niszczyciel USS „O’Bannon” (DD–177), zwodowany w 1919 i złomowany w 1936 roku[7]
- Niszczyciel USS „O’Bannon” (DD–450), typu Fletcher, zwodowany w 1942 i złomowany w 1970 roku[8]
- Niszczyciel USS „O’Bannon” (DD-987), typu Spruance, zwodowany w 1978 i złomowany w 2005 roku[9]